# Jan Fryderyk (książę Brunszwiku-Lüneburga)
Jan Fryderyk Brunszwicki, niem. Johann Friedrich (ur. 25 kwietnia 1625 w Herzberg am Harz, Niemcy, zm. 18 grudnia 1679 w Augsburgu) – książę Brunszwiku-Lüneburga i władca Calenberga, jednego z obszarów księstwa od 1665 r. do śmierci w 1679 r.; trzeci syn Jerzego. Jako jedyny członek swojej rodziny przeszedł na katolicyzm (1651).
Gdy Jerzy Wilhelm odziedziczył po zmarłym bracie (Chrystianie Ludwiku) Lüneburg, przekazał Janowi Fryderykowi Calenberg. W 1666 r. zbudował pałac w Herrenhausen blisko Hanoweru inspirowany pałacem wersalskim. Pałac posiada 50-hektarowy zespół ogrodów, Ogrody Herrenhausen.
W 1676 r. Jan Fryderyk zatrudnił Leibnitza jako tajnego radcę oraz bibliotekarza książęcej biblioteki. Tak rozpoczęła się czterdziestoletnia współpraca z dynastią władców Hanoweru, która kontynuowana była przez dwóch następnych książąt aż do śmierci Leibnitza.

## Potomstwo
Jan Fryderyk był żonaty z Benedyktą Henriettą Wittelsbach (ur. 14 marca 1652, zm. 12 sierpnia 1730), córką Edwarda Wittelsbacha księcia Palatynatu-Simmern i Anny Gonzagi (ur. 1616, zm. 6 lipca 1684). Ślub odbył się 30 listopada 1668. Mieli czwórkę dzieci:
- Annę Zofię (ur. 10 lutego 1670, zm. 24 marca 1672);
- Karolinę Felicytę (ur. 8 marca 1671, zm. 29 września 1710) – wyszła za mąż za księcia Modeny i Reggio, Rinalda d’Este;
- Henrykę Marię (ur. 9 marca 1672, zm. 4 września 1757);
- Wilhelminę Amalię (ur. 1673, zm. 10 kwietnia 1742) – wyszła za mąż za Józefa I Habsburga.